# Salinenstraße 47 (Bad Kissingen)

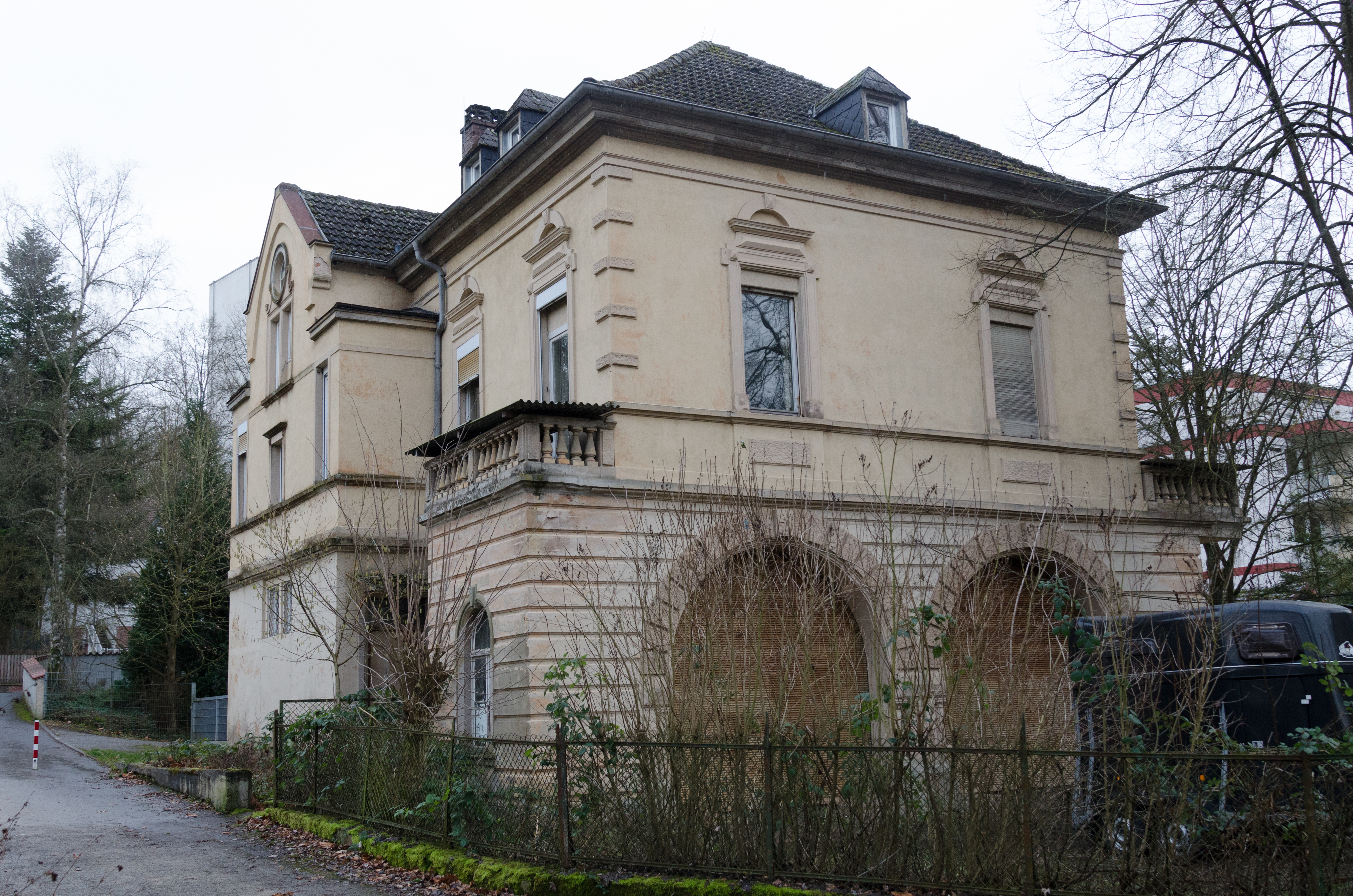
Salinenstraße 47 in Bad Kissingen

Das Anwesen Salinenstraße 47 in der Salinenstraße in Bad Kissingen, der Großen Kreisstadt des unterfränkischen Landkreises Bad Kissingen, gehört zu den Bad Kissinger Baudenkmälern und ist unter der Nummer D-6-72-114-342 in der  Bayerischen Denkmalliste registriert.

## Geschichte
Das ehemalige Café Neptun wurde im Jahr 1891 vom Architekten Andreas Lohrey errichtet. Bei dem Anwesen handelt es sich um einen zweigeschossigen verputzten Walmdachbau mit Zwerchhausrisaliten und Ziergiebeln. Es weist die kleinteilige Gliederung der Neurenaissance auf.
Das ehemalige Café befindet sich an der Dampfschifffahrtsstrecke zwischen dem Bad Kissinger Rosengarten und der Unteren Saline. Der Dampfschifffahrtsbetrieb war im Jahr 1877 von Ingenieur und Reichs-Eisenbahnbaumeister Carl Friedrich Alfred von Paschwitz gegründet und im Jahr 1882 von Lohrey übernommen worden. Das nun von Lohrey erbaute Anwesen in der Salinenstraße 47 diente der Unterbringung der Schiffe. Im Erdgeschoss ist eine Bootshalle der Dampfschifffahrt zur Lagerung und Wartung der Boote untergebracht. Zu dem Anwesen gehört auch eine gleichzeitig entstandene Slipanlage.
Bestandteil des Anwesens ist eine zur gleichen Zeit entstandene Ladenzeile beziehungsweise ein Bazargebäude. Damals entstanden vermehrt Bazarbauten an Promenadenwegen wie  Salinenstraße 37 und in der Balthasar-Neumann-Promenade.